# Jarmo Lehtinen
Pour les articles homonymes, voir Lehtinen.
Jarmo Lehtinen, né le 3 janvier 1969, est un copilote de rallye finlandais.

## Biographie
Il commença sa carrière de copilote en 1988, aux côtés de son ami Jari Mikkola. 
Plus tard, il participa au championnat de Finlande, en tant que copilote de Marko Ramanen. 
En 1997, il débute en championnat du monde des rallyes lors du rallye de Finlande. De 2003 à 2014, il fait équipe avec Mikko Hirvonen en championnat du monde des rallyes. On le retrouve aux côtés de Teemu Suninen lors du rallye de Sardaigne en 2019.

### Victoires en rallye

#### Victoires en Intercontinental Rally Challenge (IRC)
| # | Saison | Rallye                 | Pays   | Voiture           |
| - | ------ | ---------------------- | ------ | ----------------- |
| 1 | 2010   | 78e Rallye Monte-Carlo | Monaco | Ford Fiesta S2000 |

#### Victoires en championnat du monde des rallyes
| #      | Saison | Rallye                        | Pays        | Voiture              |
| ------ | ------ | ----------------------------- | ----------- | -------------------- |
| 1      | 2006   | 19e Rallye d'Australie        | Australie   | Ford Focus RS WRC 06 |
| 2      | 2007   | 2e Rallye de Norvège          | Norvège     | Ford Focus RS WRC 06 |
| 3      | 2007   | 4e Rallye du Japon            | Japon       | Ford Focus RS WRC 07 |
| 4      | 2007   | 63e Rallye de Grande-Bretagne | Royaume-Uni | Ford Focus RS WRC 07 |
| 5      | 2008   | 26e Rallye de Jordanie        | Jordanie    | Ford Focus RS WRC 07 |
| 6      | 2008   | 9e Rallye de Turquie          | Turquie     | Ford Focus RS WRC 07 |
| 7      | 2008   | 5e Rallye du Japon            | Japon       | Ford Focus RS WRC 08 |
| 8      | 2009   | 56e Rallye de l'Acropole      | Grèce       | Ford Focus RS WRC 09 |
| 9      | 2009   | 66e Rallye de Pologne         | Pologne     | Ford Focus RS WRC 09 |
| 10     | 2009   | 59e Rallye de Finlande        | Finlande    | Ford Focus RS WRC 09 |
| 11     | 2009   | 20e Rallye d'Australie        | Australie   | Ford Focus RS WRC 09 |
| 12     | 2010   | 58e Rallye de Suède           | Suède       | Ford Focus RS WRC 09 |
| 13     | 2011   | 59e Rallye de Suède           | Suède       | Ford Fiesta RS WRC   |
| 14     | 2011   | 21e Rallye d'Australie        | Australie   | Ford Fiesta RS WRC   |
| DSQ[2] | 2012   | Rallye du Portugal            | Portugal    | Citroën DS3 WRC      |
| 15     | 2012   | 5e Rallye d'Italie            | Italie      | Citroën DS3 WRC      |

#### Autres victoires
| # | Saison | Rallye                                       | Pays    | Voiture              |
| - | ------ | -------------------------------------------- | ------- | -------------------- |
| 1 | 2010   | 43e Rallye de Serbie (championnat d'Europe)  | Serbie  | Ford Focus RS WRC 09 |
| 2 | 2012   | 31e Rallye Finnskog (championnat de Norvège) | Norvège | Citroën DS3 WRC      |